# اعتلال بولي انسدادي
الاعتلال البولي الانسدادي هو إعاقةٌ هيكلية أو وظيفية لتدفق البول الطبيعي، مما يؤدي في بعض الأحيان إلى اختلال وظيفي في الكلى (اعتلال الكلية الانسدادي).
وهو مصطلح واسع جدا، ولا يدل على مكانٍ أو سببٍ.

## الأسباب
يمكن أن يكون سبب الاعتلال البولي الانسدادي آفة في أي مكان في مجرى البول.
وتشمل الأسباب: التحصي البولي، وصمامات الإحليل الخلفي، وفتق الحالب.

## الأعراض
تكون الأعراض أقل احتمالا في حالات الانسداد المزمن، وتشمل الألم الذي يشع إلى القطاع الجلدي الذي يُغذى بالعصب الصدري الحادي عشر والثاني عشر، أو انقطاع البول، أو بوال ليلي، أو تعدد البيلات.

## التشخيص
يستند التشخيص على نتائج قسطرة المثانة، أو الموجات فوق الصوتية، أو الأشعة المقطعية، أو تنظير المثانة، أو تصوير الحويضة، اعتمادا على مستوى الانسداد.

## العلاج
قد يتطلب العلاج -اعتمادا على السبب- الصرف الفوري للمثانة عن طريق القسطرة، أو الأجهزة الطبية، أو الجراحة (على سبيل المثال: التنظير، أو تفتيت الحصوات)، أو العلاج الهرموني، أو مزيج من هذه الوسائل.
علاج الانسداد على مستوى الحالب:
- الجراحة بالفتح.
- العلاج بطريقة أقل إجارة: التصحيح بالمنظار.
- الحد الأدنى للعلاج بطريقة جائرة: الإجراء التوسيعي،[4] وذلك عن طريق توسيع الحالب بقسطرة بالونية (على سبيل المثال، قسطرة بوسطن العلمية)، ثم إدخال القسطرة البالونية في رأب الحويضة.[5] ويتم نفخ هذا البالون بمادة تباين عن طريق دافع، وتبقى القسطرة في مكانها في الحالب؛ للحفاظ على توسيع الجزء الضيق حتى تُشفي الظهارة البولية الموسعة. ويمكن أن يُصرف البول من خلال القناة المركزية لهذه القسطرة.